# آيت إخو (ميكران)
آيت إخو هو دُوَّار يقع بجماعة بونرار، إقليم تارودانت، جهة سوس ماسة في المملكة المغربية. ينتمي الدوّار لمشيخة ميكران التي تضم 46 دوار. يقدر عدد سكانه بـ 232 نسمة حسب الإحصاء الرسمي للسكان والسكنى لسنة 2004.

## وصلات خارجية
- البوابة الوطنية للجماعات الترابية
- المندوبية السامية للتخطيط